# 알파 웨이브즈
《알파 웨이브즈》(Alpha Waves)는 플랫폼 게임플레이와 미궁 탐험을 합쳐놓은 초기의 3차원 게임이다.
처음에 Christophe de Dinechin이 아타리 ST용으로 개발하였고, 나중에 아미가와 도스용으로 포팅되었다. 도스용 포팅은 《얼론 인 더 다크》와 《리틀 빅 어드벤처》의 개발을 맡을 예정이었던 게임 디자이너 Frédérick Raynal이 완료하였다. 그는 알파 웨이브즈에 대한 그의 노고는 《얼론 인 더 다크》의 3차원 엔진에 주된 영향을 미쳤다고 이야기했다. PC판은 데이터 이스트에 의해 북아메리카에서 "Continuum"이라는 이름으로 지역화되었다.
2009년 Christophe de Dinechin은 아타리 ST 버전의 완전한 어셈블리어 및 GFA BASIC 소스 코드를 공개하였다. 소스포지에 원저자가 만든 C++의 PC 포팅도 존재한다.